# Proboscidoplocia billi
Proboscidoplocia billi is een haft uit de familie Euthyplociidae. De wetenschappelijke naam van de soort is voor het eerst geldig gepubliceerd in 1997 door Elouard & Sartori.
De soort komt voor in het Afrotropisch gebied.